# Hendrik Jesse

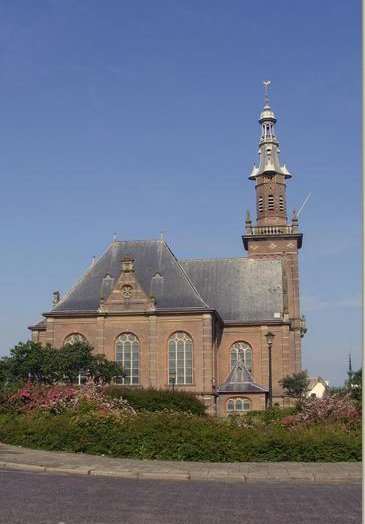
Nieuwe Kerk gebouwd van 1885 tot 1887 in Katwijk

Hendrik Johannes Jesse (Zaltbommel, 10 juli 1860 – Leiden, 11 februari 1943) was een Nederlandse architect. 

## Levensloop
Jesse was de zoon van een apotheker in Zaltbommel die uit een Leidse familie stamde. Hij had twee broers en een zus. Van 1874 tot 1877 volgde hij de driejarige HBS. Omdat hij architect wilde worden verhuisde hij naar zijn grootmoeder in Leiden, waar hij meer mogelijkheden zag. Hij ging in de leer bij timmerman/architect W. Kok en volgde de avondlessen aan het Mathesis Scientiarum Genitrix, een technische school. Na drie jaar ging hij in Amsterdam werken bij de bekende architect Gerlof Salm als jongste tekenaar. In 1882 begon hij zijn studie aan de Polytechnische School te Delft. Hij kreeg les van E.H. Gugel, Adolf le Comte en J.A. van der Kloes.
In 1884 begon zijn loopbaan als architect met de bouw van de Nieuwe Kerk in Katwijk. Hij was toen 24 jaar. In 1890 trouwde hij met Anna Adriana Meerburg, dochter van een reder. Zij kregen twee kinderen, Jan Jesse geboren in 1891 en Hendrik Johannes Jesse geboren in 1905. De jongste zoon, Henk Jesse maakte in 1923 op achttienjarige leeftijd als eerste Nederlander een radioverbinding met de Verenigde Staten. Hij deed dit vanuit het woonhuis De Keet, waar de architect zich in 1906 had gevestigd. In dat door hemzelf ontworpen huis overleed H.J. Jesse op 11 februari 1943.

## Werk
Zijn ontwerpen zijn voornamelijk uitgevoerd in de regio Leiden, Oegstgeest en Katwijk, maar ook in het Zeeuwse Goes aan de Kloetingseweg 49 (1913). Zoals gebruikelijk in die tijd ontwierp Jesse ook veel meubilair voor de inrichting van de gebouwen. Enkele van zijn bekendste werken zijn:
- de Nieuwe Kerk in Katwijk (1884-1885)
- het huis De Keet aan de Rijnsburgerweg in Leiden (1905-1906, nu in gebruik als internationaal kinderdagverblijf)
- art-nouveauwinkelpanden in de Leidse Maarsmansteeg (1905, thans vestiging van Bagels & Beans) en aan de Breestraat 146 (samen met W. Fontein, 1907)
- een rederswoning aan de Voorstraat te Katwijk (1912, thans een deel van het Katwijks Museum).

Veel van zijn ontwerpen zijn nu nog te vinden aan de Rijnsburgerweg (1893-1929) en de Boerhaavelaan te Leiden (1911-1916), in de villawijk Prins Hendrik te Oegstgeest, de wijk De Kooi te Leiden en de Rooie Buurt in Katwijk, vroeger ook wel "rode dorp" genoemd. 
Jesse begon als architect in een periode die gekenmerkt werd door grote veranderingen. In de jaren zeventig en tachtig van de 19e eeuw was er veel discussie over de bouwstijlen neogotiek en neorenaissance. In het decennium daarna kwamen architecten als Berlage en De Bazel naar voren. De werken van Jesse uit de periode 1884-1904 hebben vooral een Hollandse neorenaissance-stijl. Daarna kreeg de stijl van Berlage meer invloed op zijn werk.
In de beginjaren van de 20e eeuw ging Jesse samenwerken met de architect W. Fontein. Dit leidde tot de bekende art-nouveaugebouwen in Leiden. De latere periode kenmerkt zich door een meer persoonlijke, zakelijke stijl. Het laatste ontwerp dat werd uitgevoerd is het huis Duinoord (1938), met een markant rood puntdak, aan de Zeeweg/Parkweg te Katwijk aan Zee. 

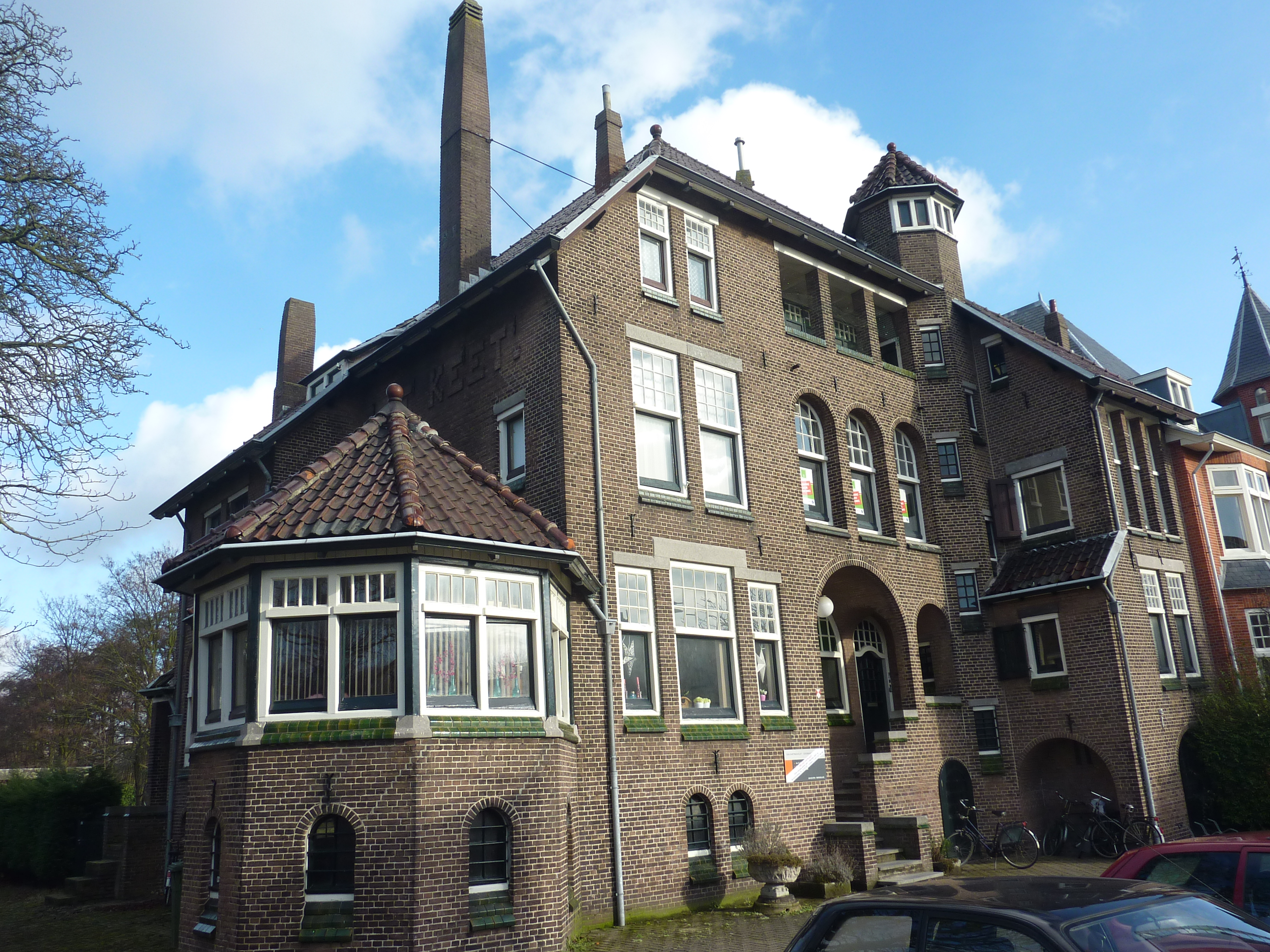
De Keet, Rijnsburgerweg 35, Leiden
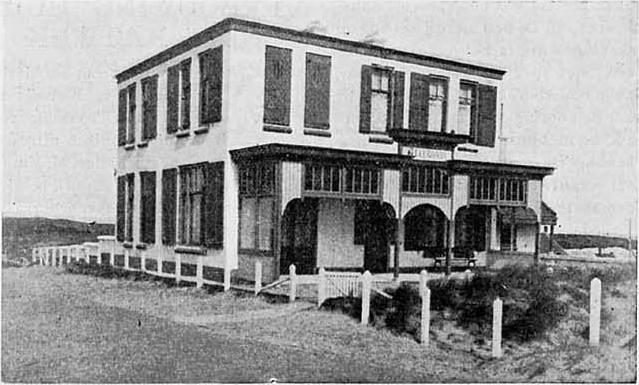
Villa Allegonda, tussentijds "Hotel Savoy", 1899 Villa Sigrid, in 1917 door J.J.P. Oud tweemaal herbouwd als Villa Allegonda
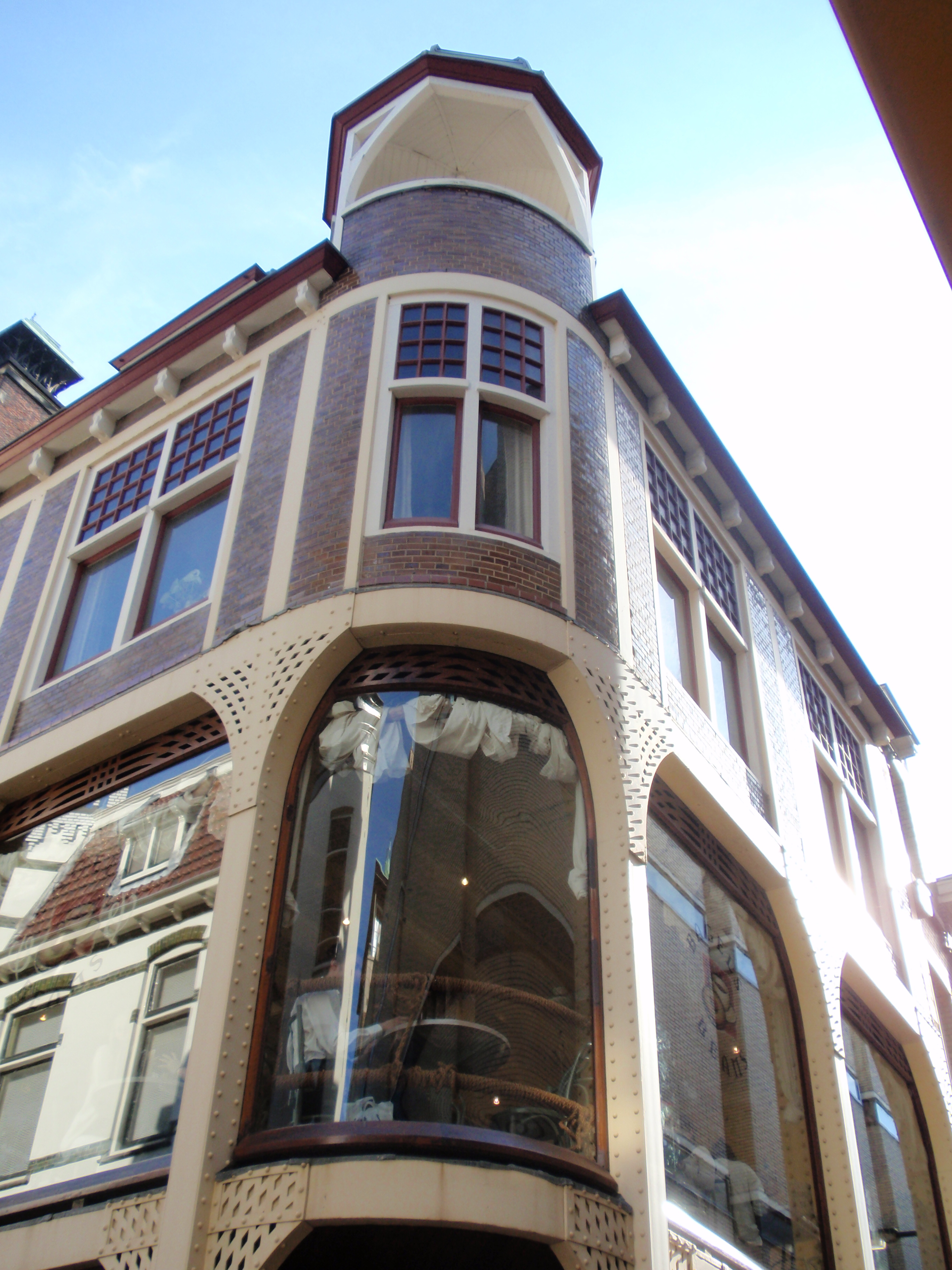
Maarsmansteeg 8, Leiden
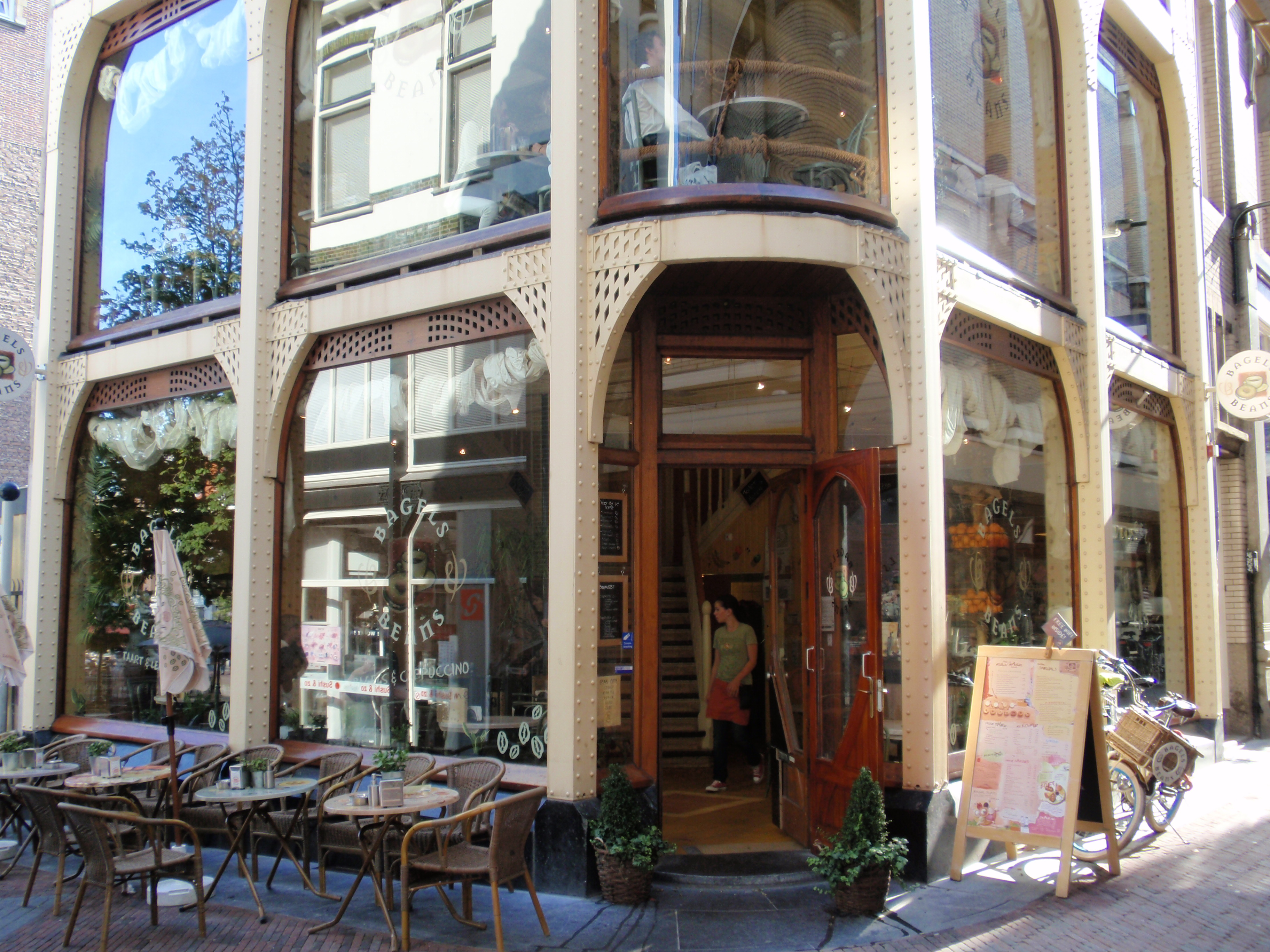
Maarsmansteeg 8, Leiden
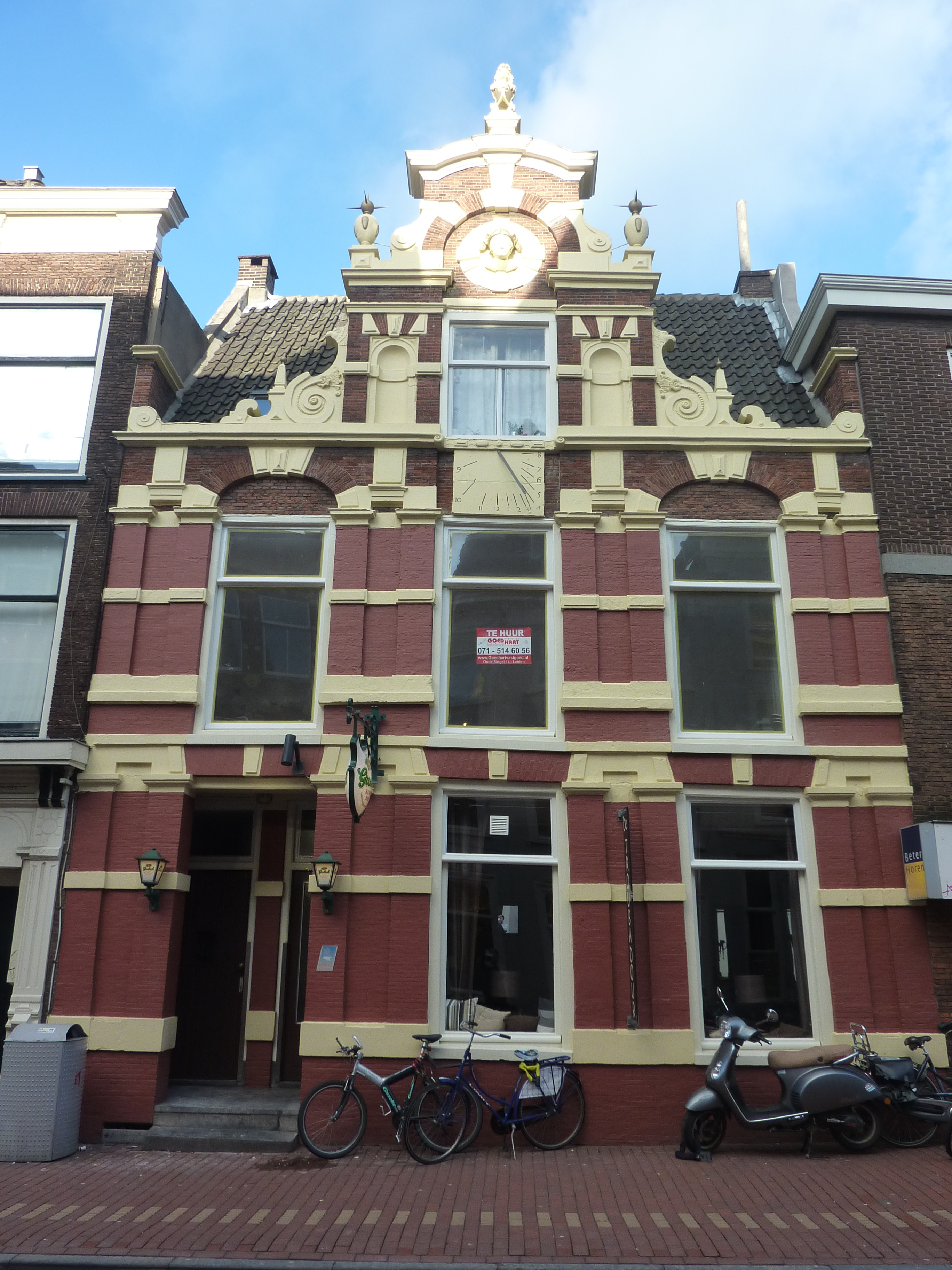
Breestraat 56, Leiden (restauratie-ontwerp door Jesse)
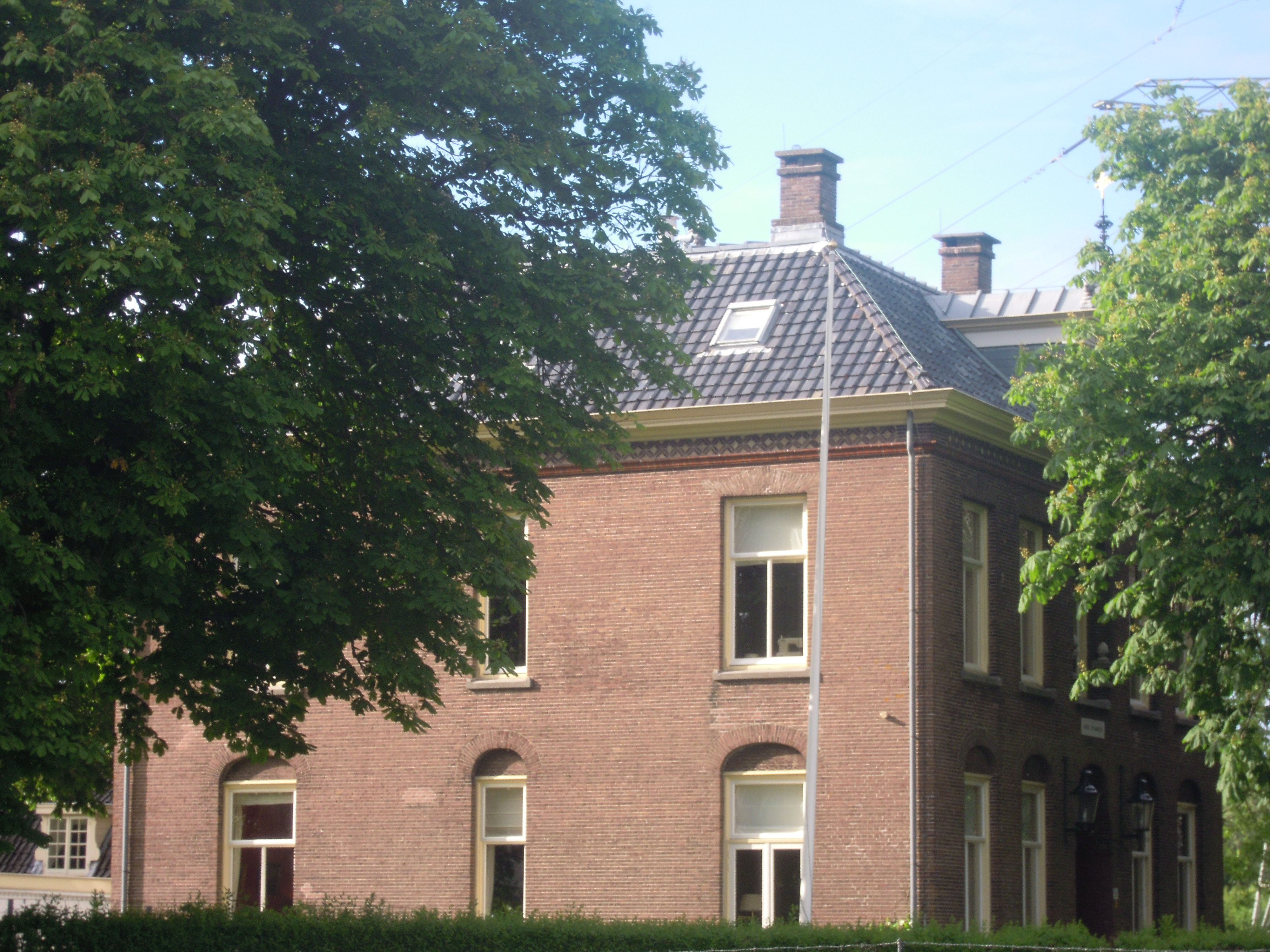
Landhuis Hol Maren aan de Haarlemmertrekvaart 21 in Oegstgeest
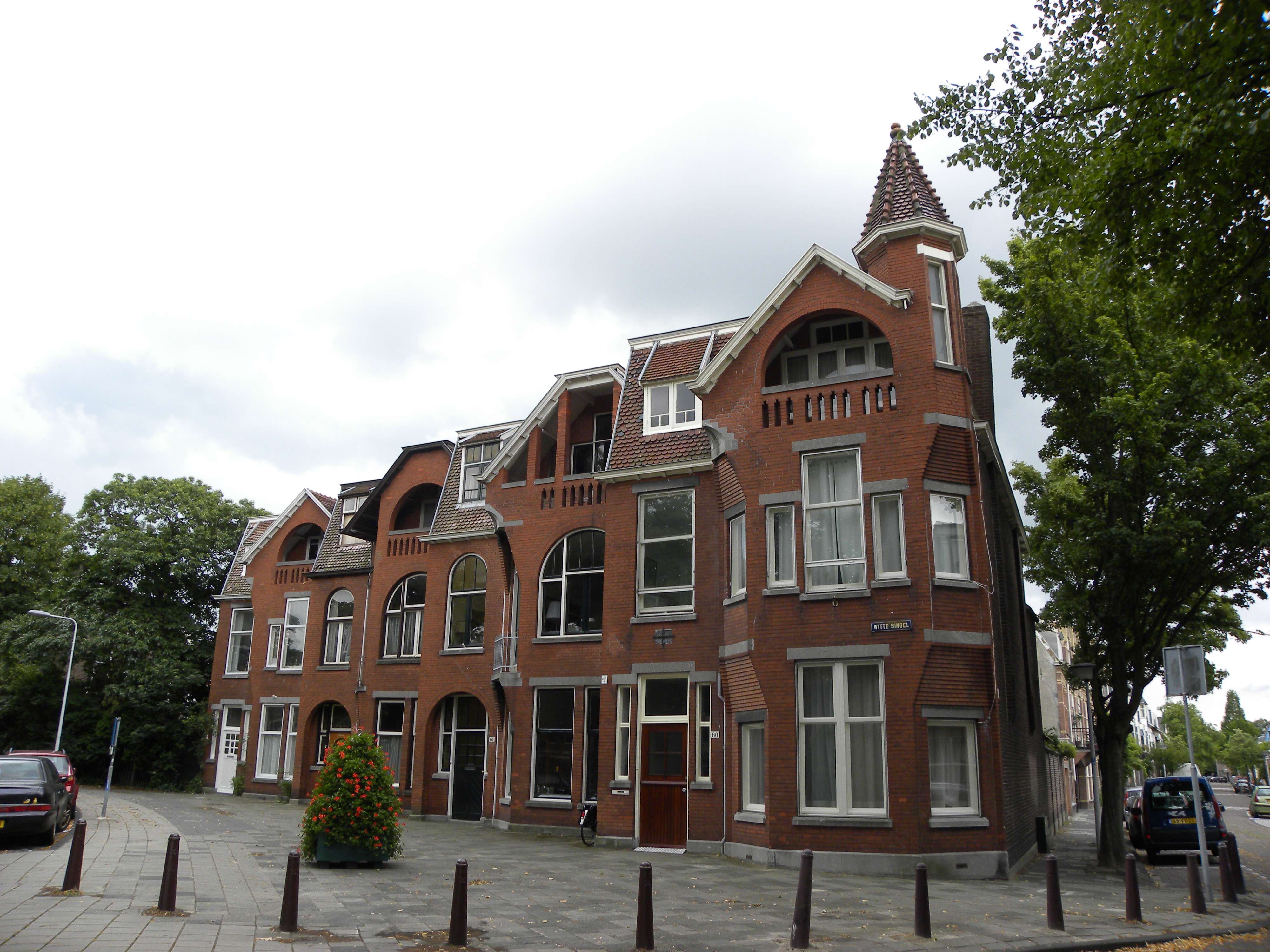
Witte Singel, Leiden
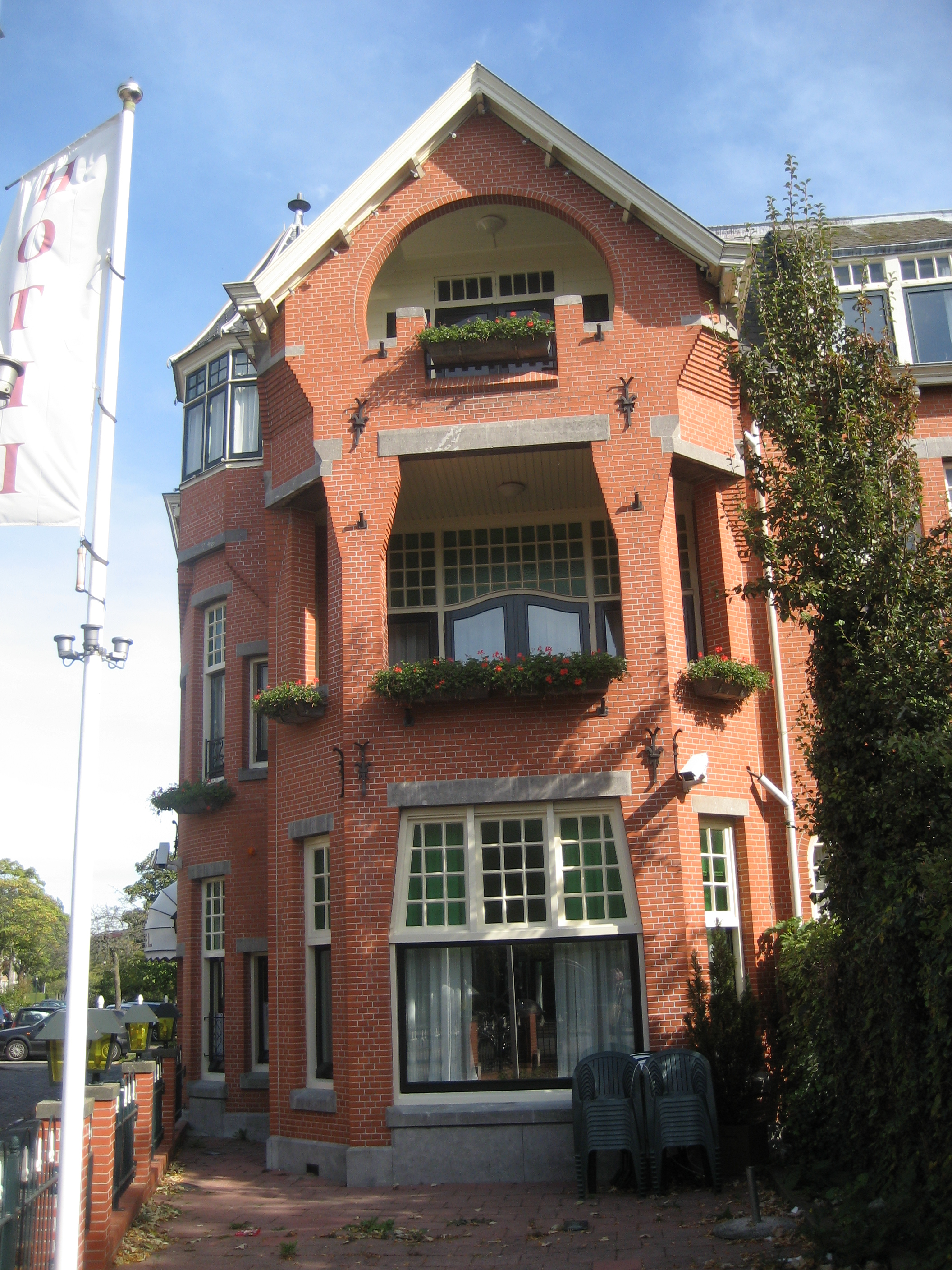
Mariënpoelstraat 1a, Leiden (anno 2020 hotel)
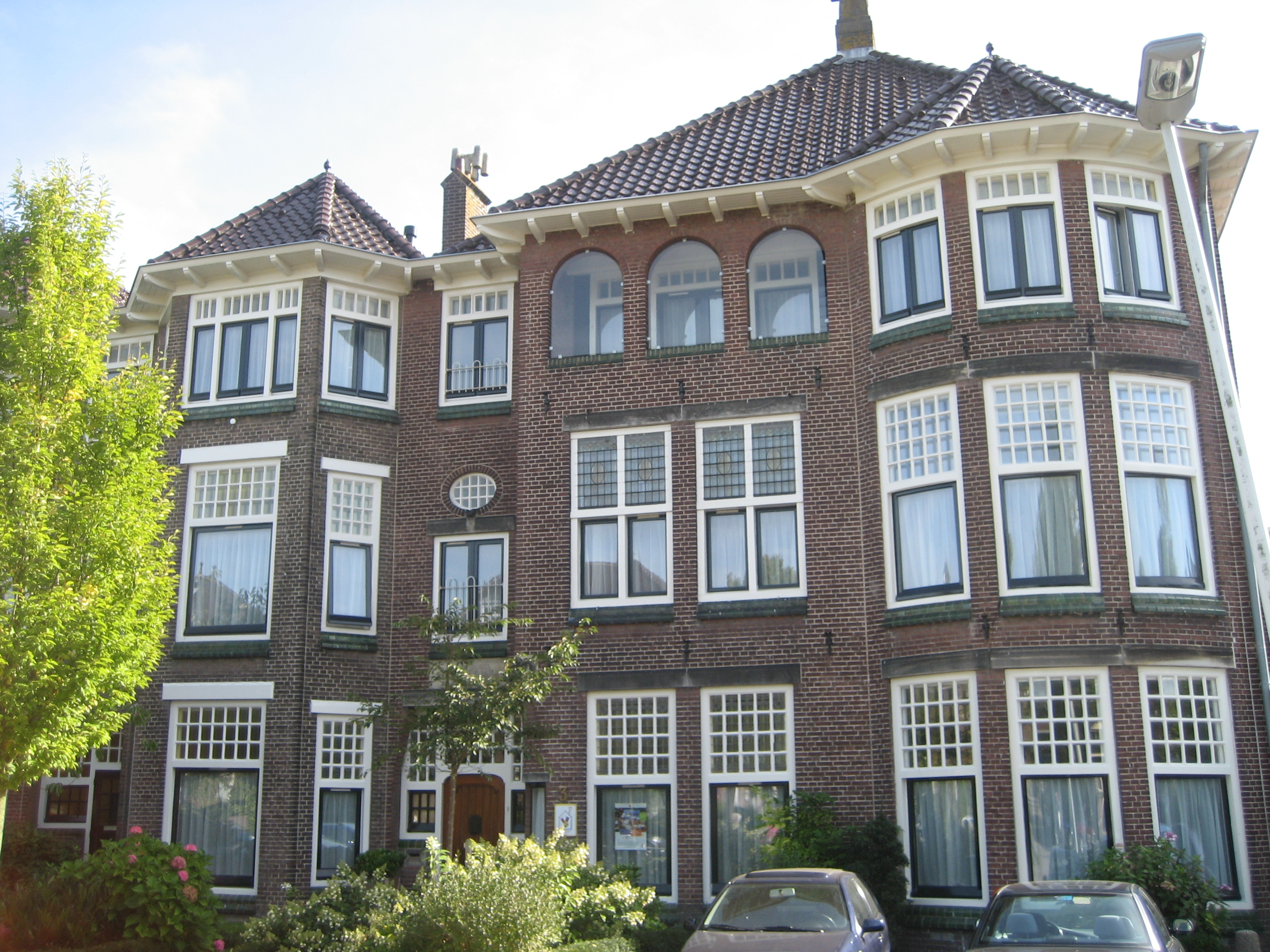
Boerhaavelaan 3, Leiden (anno 2020 Ronald McDonald Huis)
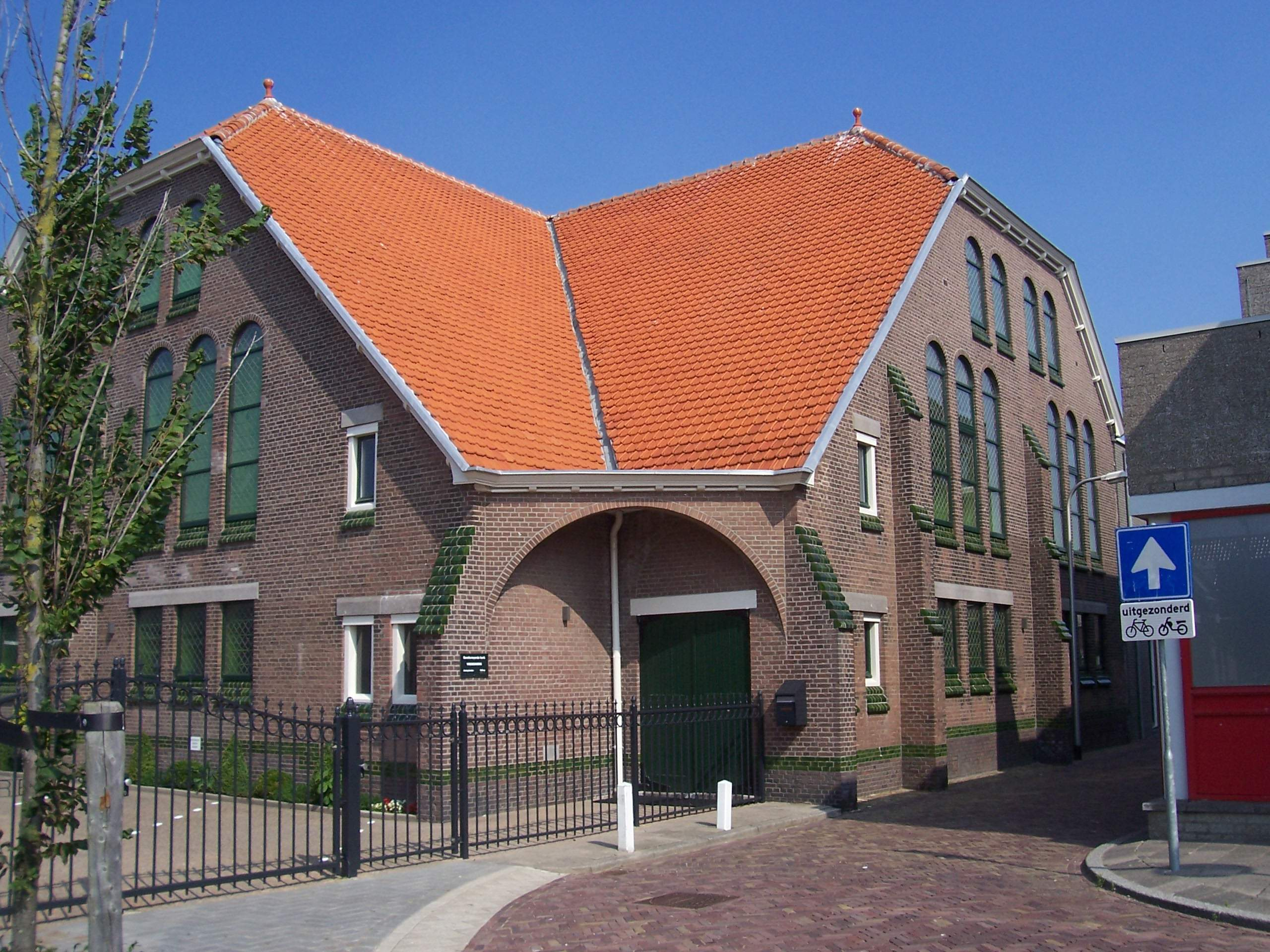
Vredeskerk, Katwijk
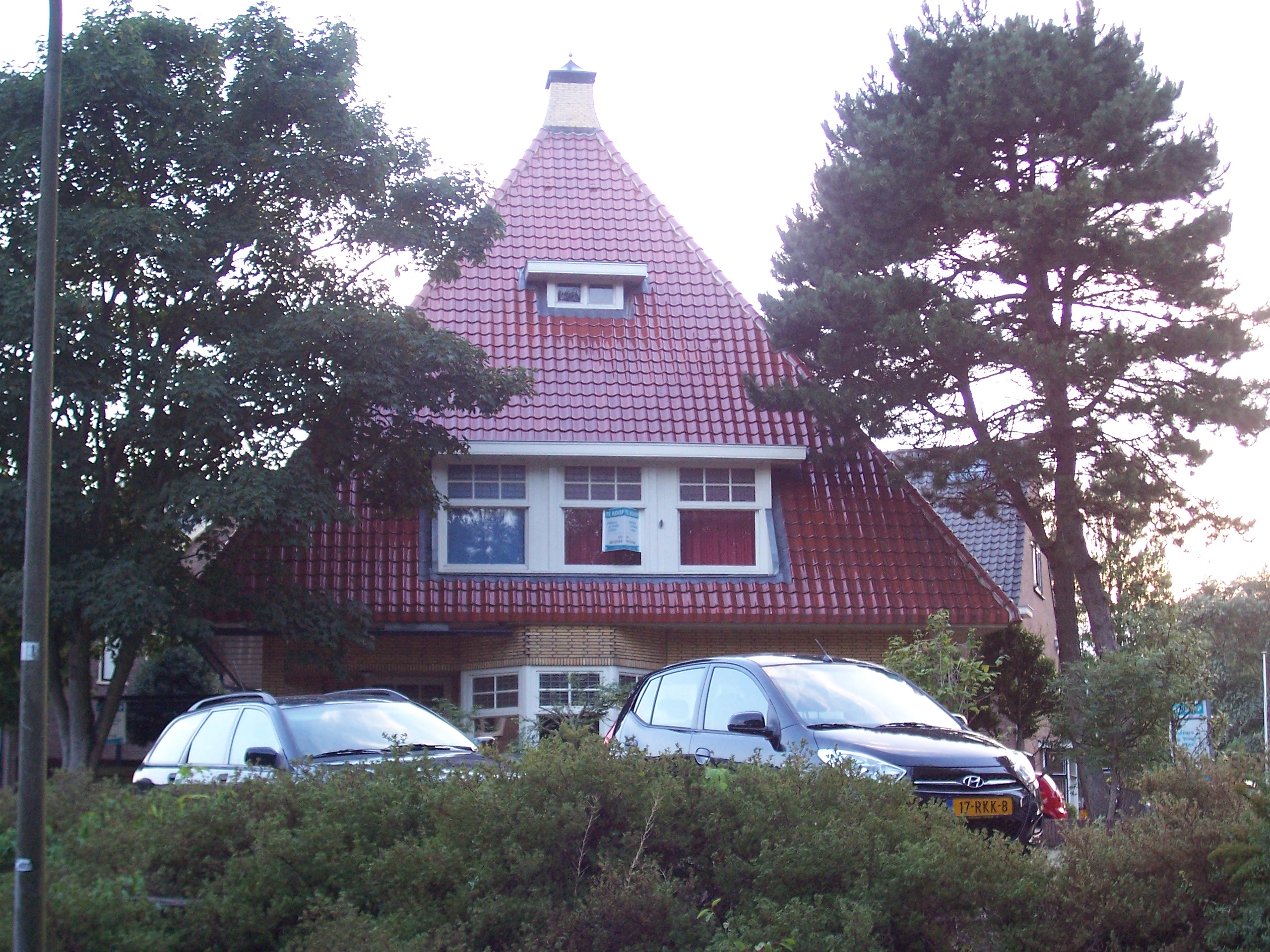
De Theemuts (Duinoord), Katwijk
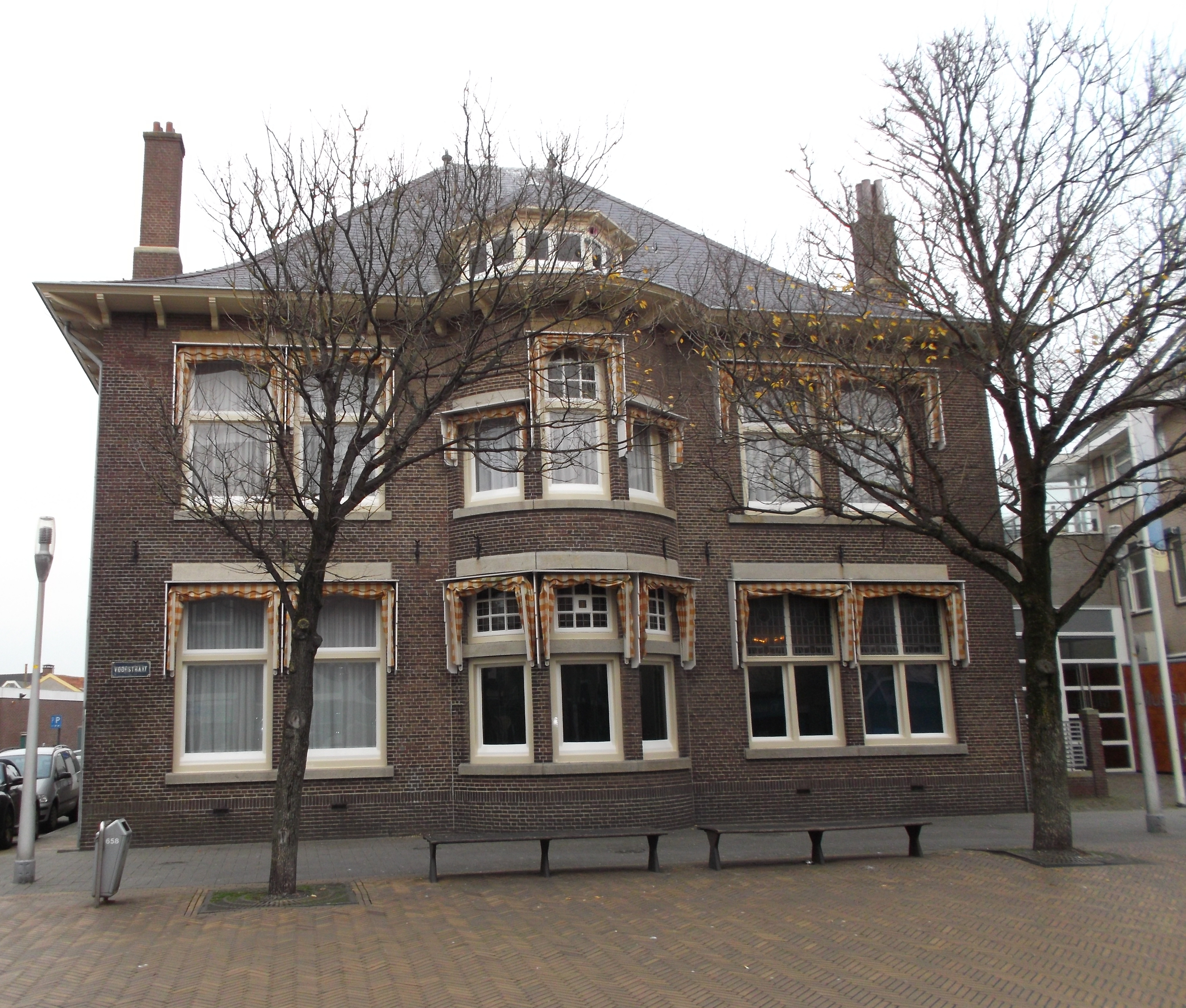
Katwijks Museum, voormalig kantoor en politiebureau
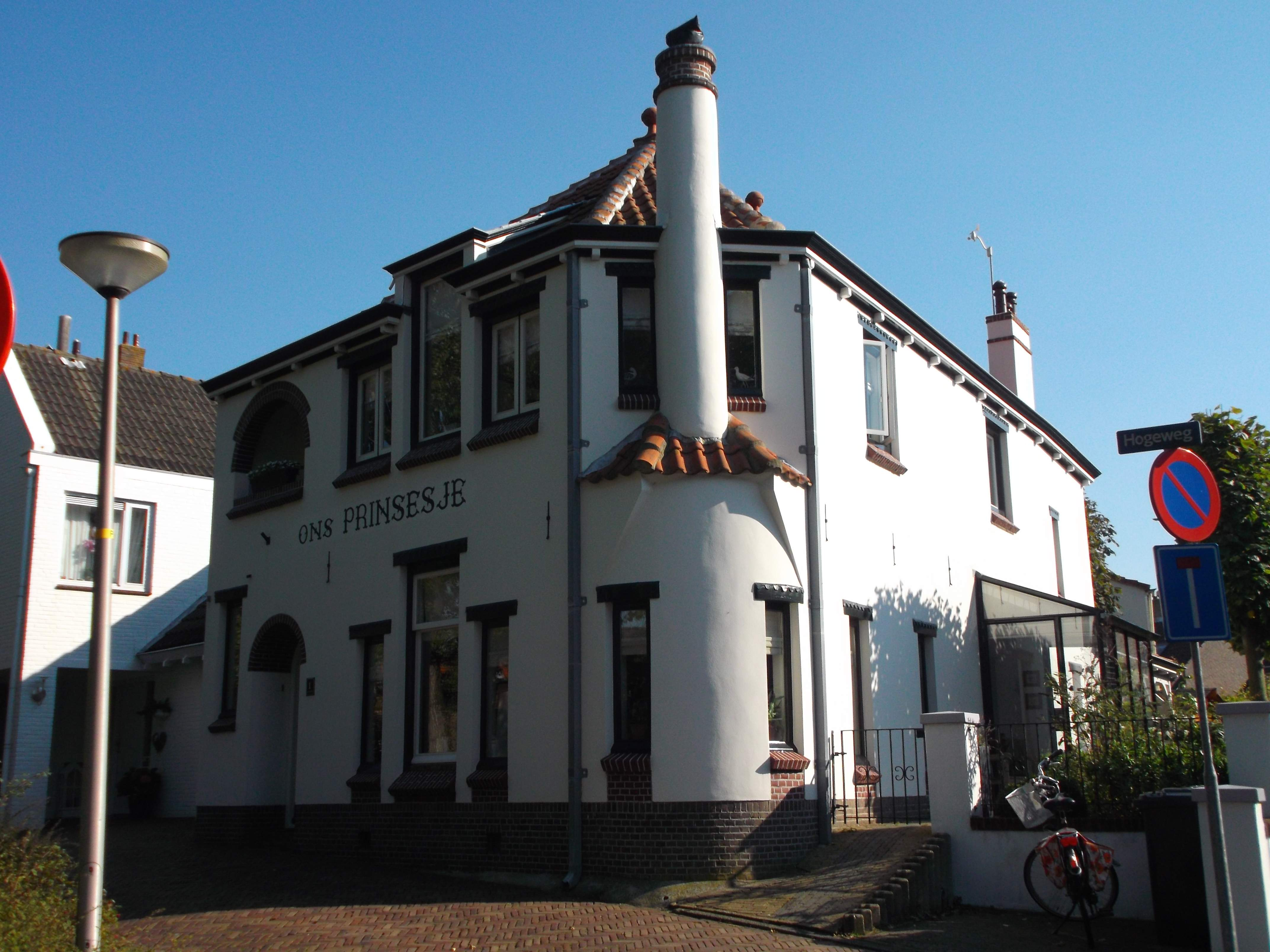
Ons Prinsesje, Katwijk, gebouwd in 1903 voor Jan Toorop
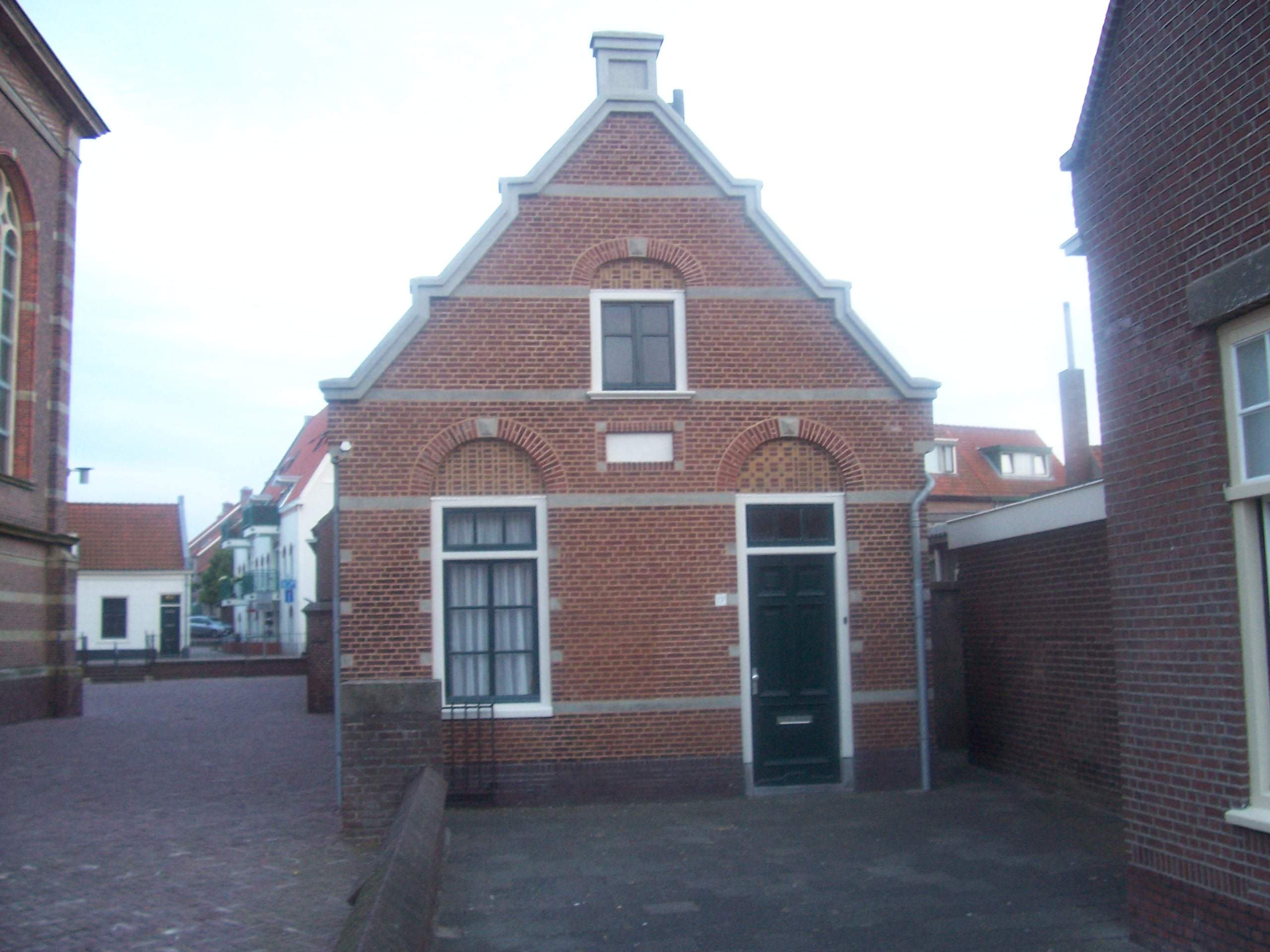
Diaconiegebouw naast Nieuwe Kerk in Katwijk, die ook ontworpen is door Jesse.
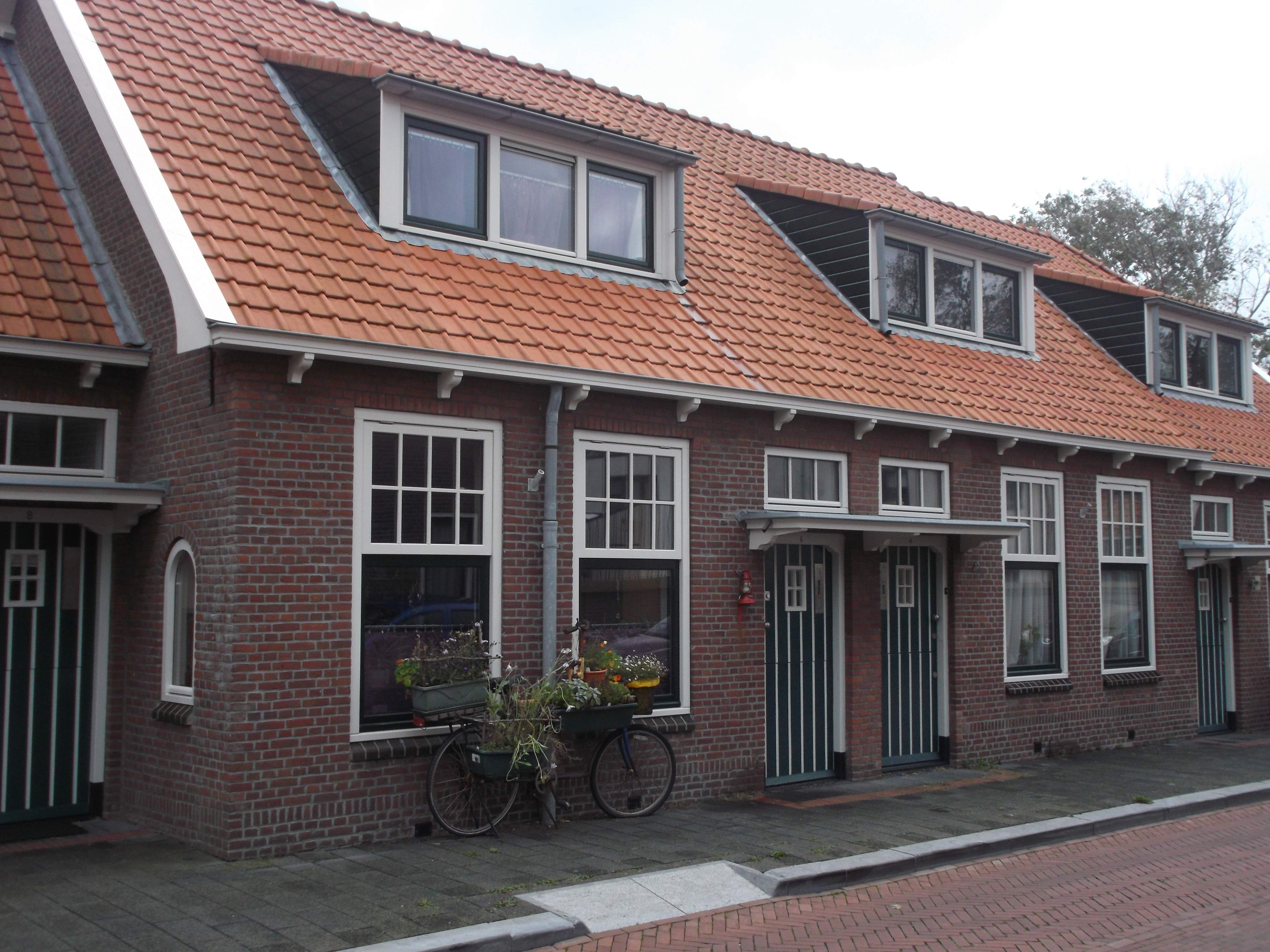
Rooie Buurt, Katwijk aan Zee
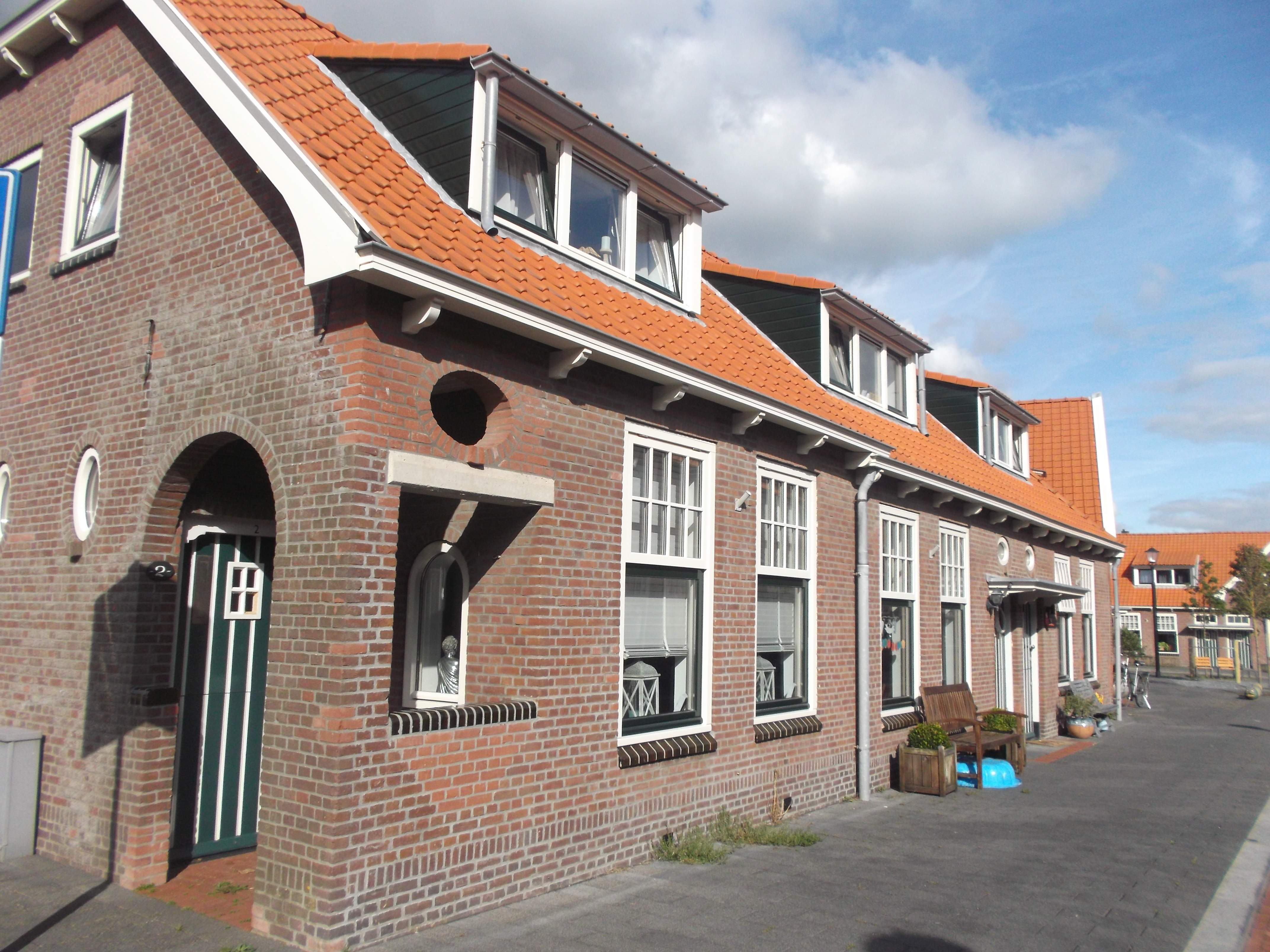
Kaninefatenstraat 2-8, Rooie Buurt, Katwijk aan Zee

## Publicaties (selectie)
- H.J. Jesse, Breestraat 56, Leids Jaarboekje 1939, p. 103-107.
- H.J. Jesse, Huizen en geveltoppen te Leiden, Leids Jaarboekje 1943, p. 138-149.